# Гончаровка (Тернопольская область)
Гончаровка (укр. Гончарівка) — село в Монастырисской городской общине Чортковского района Тернопольской области Украины.
Население по переписи 2001 года составляло 1086 человек. Почтовый индекс — 48332. Телефонный код — 3555.

## История
В 1946 году село Вычулки переименовано в Гончаровку.
До 2020 года входило в Монастырисский район.